# Fuerza Aérea Imperial de Manchukuo
La Fuerza Aérea Imperial de Manchukuo (en chino simplificado, 大満州帝国空軍; pinyin, Dà Mǎnzhōu Dìguó Kōngjūn) fue la rama aérea de las Fuerzas armadas de Manchukuo. De corta existencia, desde el comienzo esta Fuerza aérea estuvo muy ligada con las Fuerzas Armadas de Japón y en la práctica su autonomía fue muy limitada, dependiendo exclusivamente del suministro de aviones por parte de Japón y la formación de nuevos pilotos.

## Historia
La Fuerza Aérea de Manchukuo fue establecida de forma efectiva en febrero de 1937, inicialmente formada con treinta efectivos procedentes del Ejército Imperial de Manchukuo y entrenados por oficiales japoneses del Ejército de Kwantung. El entrenamiento básico se realizó con aviones japoneses en el aeródromo de Harbin.
El predecesor oficial de la Fuerza aérea era la llamada "Compañía de Transporte Aéreo de Manchukuo" (más tarde renombrada como Manchukuo National Airways), una aerolínea paramilitar formada en 1931 que llevó a cabo misiones de transporte y reconocimiento aéreo para las Fuerzas Armadas Japonesas.
La todavía pequeña Aviación de Manchukuo intervino junto a la aviación militar japonesa en varias operaciones militares contra los soviéticos, como la Batalla del Lago Jasán (1938) o la Batalla de Jaljin Gol (1939).
Hacia 1940 la aviación militar ya contaba con tres unidades aéreas organizadas y una escuela de formación de pilotos, aunque todavía contaba con un pequeño número de aparatos. A partir de 1941 y hasta el final de la contienda el principal avión en servicio con la Fuerza aérea manchú fue el caza ligero Nakajima Ki-27b "Nate", aunque también se recibieron otros aparatos. Dado que era una Fuerza aérea de carácter defensivo, estuvo compuesta principalmente por cazas, por lo que el único bombardero táctico que estuvo en servicio en Manchukuo durante la Segunda Guerra Mundial fue el Kawasaki Ki-32 "Mary". Hacia el final de la contienda los manchúes solicitaron a los japoneses el envío de los cazas Nakajima Ki-43 IIa Hayabusa "Oscar" y Nakajima Ki-44 IIb Shoki "Tojo", aunque al tratarse de modelos avanzados apenas si se recibieron unos pocos aparatos.
Otro problema para la Fuerza Aérea de Manchukuo fue la escasez crónica de combustible, el cual era requerido principalmente por la aviación militar japonesa.
A partir de 1944, con el avance de la Segunda Guerra Mundial, la Fuerza Aérea de Manchukuo tuvo que hacer frente a los ataques de los bombarderos pesados de la USAAF, por lo que esta pasó a quedar bajo el mando directo del 2.º Ejército Aéreo Japonés. Para entonces la aviación militar manchú contaba con entre 100 y 120 aparatos en servicio, la mayoría de ellos cazas Nakajima Ki-27. En diciembre de 1944, durante el primer ataque llevado a cabo sobre Manchukuo por los B-29, los cazas manchúes y japoneses lograron derribar siete bombarderos a cambio de perder un par de aviones propios, sin que los B-29 hubieran logrado su objetivo primario. Durante el resto del mes los bombarderos norteamericanos realizaron nuevas misiones sobre Manchukuo, pero no lograron cumplir sus objetivos y a cambio sufrieron un importante número de bajas, por lo que el mando norteamericano finalmente decidió cancelar sus ataques sobre Manchuria. Esto supuso una victoria defensiva para los defensores manchúes y japoneses.
En agosto de 1945, tras la invasión soviética, en agosto de 1945, la Fuerza Aérea de Manchukuo prácticamente había dejado de existir, aunque hubo incidentes aislados de Aviones de Manchukuoan atacando aviones soviéticos.

## Organización

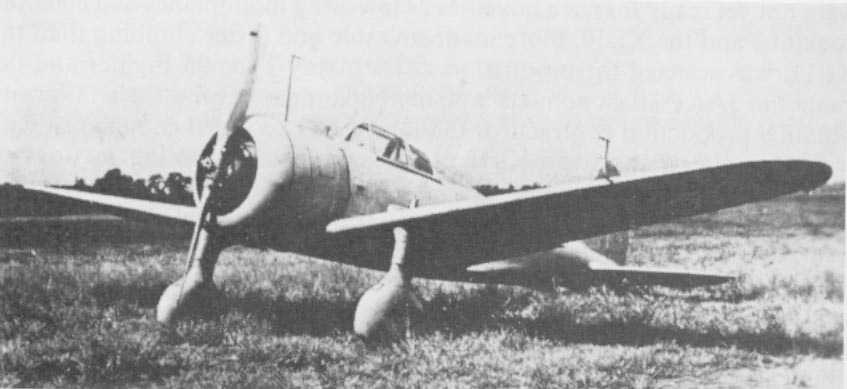
Nakajima Ki-27, que constituyó el principal caza empleado por la Fuerza Aérea de Manchukuo.

La primera unidad aérea de Manchukuo fue establecida en el aeródromo de Xinjing, e inicialmente solo dispuso de un avión: un caza biplano Nieuport-Delage NiD 29, de fabricación francesa. Posteriormente se añadirían otros aparatos de fabricación japonesa, como los bombarderos ligeros Kawasaki Tipo 88 (KDA-2) y los cazas Nakajima Tipo 91. Una segunda unidad aérea fue establecida en Fengtien y una tercera unidad sería creada en Harbin en 1938-1939. En julio de 1940 se creó un mando de Defensa aérea en Hsinking.
Inicialmente los pilotos y equipos de tierra solo podían estar compuestos por japoneses. Sin embargo, a partir de 1940 las autoridades niponas permitieron a los manchúes étnicos poder recibir entrenamiento militar. El 30 de agosto de ese año se creó una escuela de vuelo en Fengtien, dedicada a la formación de pilotos tanto civiles como militares. En enero de 1941 el programa de entrenamiento sufrió un fuerte retroceso cuando aproximadamente cien cadetes se sublevaron y desertaron, uniéndose a las guerrillas antijaponesas después de haber asesinado a sus instructores. A pesar de este suceso luctuoso, entre septiembre y octubre de 1942 la escuela recibió más de veinte aviones de entrenamiento, incluyendo los entrenadores avanzados Tachikawa Ki-9 "Spruce", Tachikawa Ki-55 "Ida" y Mansyū Ki-79.
También se creó una unidad aérea de transporte y equipada con tres aviones de transporte Nakajima Ki-34 "Thora", quedando a cargo de cubrir las necesidades de la Corte imperial manchú. A los Nakajima Ki-34 se unieron también los Junkers Ju-86Z-2, Tachikawa Ki-54 "Hickory" y Manshū Hayabusa, quedaron dedicados a las necesidades del gobierno.

### Lista de aviones
En Manchukuo existía una industria de construcción de aviones. Que fabricó cazas Nakajima Ki-27, entre otros, aunque la mayoría de ellos fueron a los servicios aéreos japoneses en lugar de a la Fuerza Aérea de Manchukuo. Los manchukuoans tenían los siguientes aviones: :
| Aviones                  | Origen                    | Tipo                   | Variante           | en servicio        | Notas                                                          |                    |
| Aviones de combate       | Aviones de combate        | Aviones de combate     | Aviones de combate | Aviones de combate | Aviones de combate                                             | Aviones de combate |
| ------------------------ | ------------------------- | ---------------------- | ------------------ | ------------------ | -------------------------------------------------------------- | ------------------ |
| Nakajima Type 91         | Bandera de Japón          | caza                   | II                 | 1+                 |                                                                |                    |
| Nakajima Ki-27           | Bandera de Japón          | caza                   |                    | 12                 |                                                                |                    |
| Nakajima Ki-43           | Bandera de Japón          | caza                   |                    | 4                  | Entregado en 1945. Ki-43-II Ko Variant.                        |                    |
| Nakajima LB-2            | Bandera de Japón          | bombardero medio       |                    | 1                  | Una nave experimental convertida de Manchukuo National Airways |                    |
| Kawasaki Ki-32           | Bandera de Japón          | bombardero ligero      |                    | 1+                 |                                                                |                    |
| Kawasaki Type 88         | Bandera de Japón          | bombardero ligero      |                    | 1+                 |                                                                |                    |
| Mitsubishi Ki-30         | Bandera de Japón          | bombardero ligero      |                    | 1+                 |                                                                |                    |
| Mitsubishi Ki-21         | Bandera de Japón          | bombardero             |                    | 6                  |                                                                |                    |
| 2F BXN2 Gamma            | Bandera de Estados Unidos | bombardero             | 2E                 | 1                  |                                                                |                    |
| Transporte               |                           |                        |                    |                    |                                                                |                    |
| Tachikawa Ki-54          | Bandera de Japón          | transporte             |                    | 1+                 |                                                                |                    |
| Aviones de entrenamiento |                           |                        |                    |                    |                                                                |                    |
| Tachikawa Ki-9           | Bandera de Japón          | entrenamiento          |                    | 6+                 |                                                                |                    |
| Tachikawa Ki-55          | Bandera de Japón          | entrenamiento avanzado |                    | 1+                 |                                                                |                    |